# Giáp Đắt
Giáp Đắt là một xã thuộc huyện Đà Bắc, tỉnh Hòa Bình, Việt Nam.
Xã Giáp Đắt có diện tích 36,27 km², dân số năm 1999 là 1633 người, mật độ dân số đạt 45 người/km².